# ガタガール
『ガタガール』は、小原ヨシツグによる日本の漫画作品。『月刊少年シリウス』（講談社）にて連載が開始され、その後『マガジンポケット』にて続編にあたる『ガタガール sp. 阿比留中生物部活動レポート』が連載された。作者初の連載作品。
中学校の生物部を舞台に、海辺や学校での出来事を描いている。海洋生物の蘊蓄や、グラップラー刃牙やHUNTER×HUNTERをはじめとするバトル系少年漫画のパロディが随所に盛り込まれているのが特徴である。

## あらすじ
インドア系の中学生・干太は、大学生の姉に連れ出されて干潟散策会に参加する。そこで出会ったのは、干潟を愛する少女「ガタガール」だった。

## 登場人物
潮崎 干太（しおざき かんた）
阿比留中学校2年2組男子10番。身長164cm。
休日はもっぱら家でテレビゲームなどをして過ごすインドア系。同じクラスの汐を「オレのアイドル」として意識しているものの、具体的な行動を起こすことはなかった。汐をはじめとして女子の言動を勘違いしてしまうことが多く、その下心は姉である満理子には全てお見通し。だが時折、とっさの機転で部員の窮地を救う冷静さと優しさを見せる。汐の助手として生物部に入部する。阿比留小学校出身。
七瀬 汐（ななせ うしお）
阿比留中学校2年2組女子11番。3月6日生まれ。AB型。身長152cm。生物部部長。
学校裏サイトでは校内美少女ランキング1位とされている。授業中などはとても大人しい生徒だが、放課後や休日に生物と関わる時には活き活きとしている。「私が教えたげる」が口癖で、干潟初心者の干太に蘊蓄を披露するときは楽しそうにしているものの、プライドが高く、自分の知識や発見したことが評価されないと突然機嫌が悪くなる。また、感情が昂ると九州方言が出る。おじいちゃん子で、九州方言も祖父の影響のように描写されている。主に干潟の生物、特に甲殻類に興味があり、自分の好きなものに没入するタイプ。素の自分が世間一般からズレていることを認識しており、普段は隠している。哺乳類への関心は薄く、人の顔を覚えたりすることは不得意である。人気女児向けアニメ「ヒトデちゃん」のグッズを愛用している。干潟では前髪を上げて後ろは結び、麦わら帽子とタオルを身に付けるため、学校とは別人のように見える。採集や観察会の時には、LOLYMPOS製のデジタルカメラのほか、タモ網や小型スコップなどを装備する。走るのが苦手でとても足が遅い。本人いわく「運動能力のステ振りを水辺に特化させた局地戦型」とのこと。七ツ瀬小学校出身で、紫や海は小学1年生の頃からの友人。
岡谷 紫（おかや むらさき）
阿比留中学校1年1組女子4番。8月23日生まれ。B型。身長142cm（自称）。生物部料理長。
寿司屋「寿司紫」の娘。他の部員からは「むっちゃん」と呼ばれている。「ウケる〜」「〜ッス」が口癖。汐のことは「汐ちゃん先輩」と呼ぶ。魚介類の様々な料理を得意とし、いつも刺身包丁を持ち歩いているが、飼育や研究には興味がない。人懐っこい半面、思ったことをズバズバ言うタイプ。肉体労働の作業要員として干太をカニ捕獲に駆り出すなど、したたかな面も持つ。見た目は小学生のようで、小学校5年生である飛鳥湊やその友人の見立てでは「4年生くらい」。
浦井戸 海（うらいど まりん）
阿比留中学校2年3組女子2番。1月16日生まれ。O型。身長163cm。生物部飼育係。
前に抱えた紫の頭に顎を乗せていることが多い。基本的に無口でツンとしているが、飼っている魚（ディスカスやエンゼルフィッシュ）の話を始めると止まらなくなる。生物を飼育の対象としてみており、何でも標本にしたがる汐や、調理しようとする紫のことは「心の中に狂気を飼っている」と思っている。部内の平和を保つため、特に汐とは「汐・海 平和条約」を結んでいる。弟がおり、男子の行動パターンに詳しい。また、読書が好きで、ジャンルはクライムサスペンスや恋愛小説など幅広い。足が速く、紫から「フナムシ並みのダッシュ力」と評されている。ショッキングな出来事があると倒れ込んでしまうことがあり、紫に介抱される。干潟に出る時は、ajidesのニットまたはTシャツを着用している。
潮崎 満理子（しおざき まりこ）
干太の姉。かもめ大学水産学部3年。海洋生物生態学専攻。身長170cm（自称）。
発表スライドについて意見を求めたり、夜間調査の付き添いを依頼するなど、汐らにとって保護者のような頼れる存在。干太には空気の読めない姉貴として鬱陶しがられることもある。阿比留中学校生物部のOGで、汐の祖父である渚と親交があった。
飛鳥 ひな子（あすか ひなこ）
『ガタガール』12話・『ガタガール sp.』24話で登場。阿比留中学校2年3組。
才色兼備で、さらに古流武術「飛鳥流」の使い手。学校裏サイトの美少女ランキングで1位を獲得した汐に対抗心を抱いている。幼稚園の頃から干太と因縁があるが、いじめっ子として恐れられている。作者の前作『完璧な私がxxxなんて踏むはずがない!!』の主人公であり、『ガタガール』12話はその後日談として位置付けられている。
玉敷 翼（たましき つばさ）
『sp.』第2話から登場。阿比留中学校2年1組。11月16日生まれ。A型。身長149cm。
生物部副部長にして、汐に「エース」と言わしめる実力の持ち主。干潟の上での押しが強い汐とは対照的にどこかのんびりとした性格の少女だが、チロリ（ゴカイ）をこよなく愛し、その偏愛ぶりには汐も引き気味。七ツ瀬小学校へ転校して汐と出会ったとの描写がある。
飛鳥 湊（あすか みなと）
『sp.』第14話から登場。阿比留小学校5年。
海苔すきイベントで見かけた紫を「他校の4年生」と思い込んで近づき、「お姉さんには敬語使いな！！」と怒られる。紫のペースに乗せられつつも好意を抱くが、同行していた干太を相手に凄んで見せるなど嫉妬心が強い。下段蹴りを得意とする飛鳥流の使い手で、「巨漢殺し（ジャイアントキラー）」の異名をもつ。姉からは「みー君」と呼ばれている。
赤井 玉男（あかい たまお）
かもめ大学水産学部教授。満理子の教官にあたり、魚類生態学の専門家。『ガタガール』第1話および『sp.』第16 – 19話に登場。
麻倉 明（あさくら あきら）
京大教授。日本甲殻類学会の会長で、甲殻類研究の第一人者。干潟観察会で出会った汐を「研究者側の人間」と評する。汐の祖父、渚のことを知る人物。
七瀬 麦（ななせ むぎ）
汐の母親。義父である渚は学生時代の教官。人当たりは良いが、笑顔を浮かべながらクリティカルな発言を放つ。
七瀬 渚（ななせ なぎさ）
汐の祖父。かもめ大学元教授。七ツ瀬出身だが、なぜか九州方言混じりに話す。厳しい指導で教え子たちを泣かせることから黒胴長の悪魔との異名をとるが、孫である汐にとっては良き遊び相手。

### 能力
阿比留中学校の生物部には、特技を能力（ちから）として命名する伝統がある。
凍てつく愛の監獄（ラヴ・プリズン）
七瀬汐の能力。標本をアルコールなどで固定する時、直接固定液に漬けずに冷凍することで自切を防ぐ。
神をも穿つ槍（ロンギヌス）
岡谷紫の能力。カニを調理する際に、千枚通しを使ってノックダウンする。
凍てつく愛の監獄 四重奏（ラヴ・プリズン カルテット）
生物部員4名の共闘により発動する能力。「凍てつく愛の監獄」の上位互換にあたる。
便利で小さな火付け石（ファイアスターター）
七瀬汐がもつ第2の能力。ライターを用い、貝殻に入ったヤドカリを生きたまま傷つけずに採取する。
異世界食の姫君（プリンセス　オブ　オルタナティブ）
玉敷翼の能力。鋭い牙をもつチロリを生きたまま食べる。
無限の生物学講座（アンリミテッドウンチクワークス）
七瀬汐の能力。干潟生物のことを語りだすと止まらない。赤井玉男もこの能力の使い手。
聖少女の破砕槌（ハリケーンミキサー）
岡谷紫の能力。コメツキガニを使った蟹漬けの下ごしらえを行う時に発動。
真紅の衝撃（スカーレットスティングレイ）
七瀬汐の能力。アカエイの毒針を右手に宿したかのような重い正拳突き。
沈黙を抱く湖（エキストラハイパートニック）
玉敷翼の能力。濃い食塩水によって、飛び跳ねているヒメハマトビムシの動きを封じる。
私の胃袋は宇宙ですぅ（バイオ　キャンセラー）
玉敷翼の能力。あらゆる毒や寄生虫の害を無効化する。
天上天下唯我独尊（ネトラレ）
玉敷翼の能力。七瀬汐に獲物を横取りされることで発動する。
覚悟の密漁（トニオ・ト・ロハン）
岡谷紫の未確認能力。不法行為と知りながら生物を採取する時に発動。
無邪気の楽園（プリティ　イズ　ジャスティス）
岡谷紫の能力。どんなに悪態をついても他人から嫌われない。
優しい熱帯魚（マリン・ゴールド）
浦井戸海の能力。ペットと意思疎通することができる。
母なる海（オーシャンズマリン）
浦井戸海の能力。小動物や子供に懐かれる。
埠頭の黒い悪魔（アクセラレーター）
浦井戸海の能力。フナムシのような速度で疾走する。

## 登場する生物
| - ヤマトオサガニ （表紙および裏表紙） - ヤマトオサガニ，シオマネキ（表紙カバー） - ニホンドロソコエビ （表紙カバー返し） 第1話 - 第2話 - チゴガニ - コメツキガニ - ハマグリ - アサリ 第4話 - ディスカス - ウオノエ 第5話 - アシハラガニ - ムツハアリアケガニ 第6話 - スナガニ（扉絵） - シオマネキ （表紙および裏表紙） - ヒゲナガヨコエビ類 （表紙カバー返し） 第9話 - ノコギリガザミ 第10話 - オカヤドカリ 第11話 - ニホンイノシシ 第12話 - アカテガニ - ホソウミニナ - フジツボ - オサガニ - アナジャコ - テナガツノヤドカリ - ミドリシャミセンガイ - トゲイカリナマコ - ヤドリガイ類 - ヨコナガモドキ - オオヨコナガピンノ - ツバサゴカイ - ウミフクロウ - タイラギ | 第1話 - シオマネキ 第2話，第3話 - ヒゲナガヨコエビ属 - チロリ属 第4話 - ヨコエビ - コメツキガニ - ケフサイソガニ 第6話 - マメコブシガニ 第7話 - アカエイ 第8話, 第9話 - ツバサゴカイ - オオヨコナガピンノ 第10話 - フナムシ（キタフナムシ） - ヨコエビ - ヒメハマトビムシ 第11話, 第12話, 第13話 - ヒメハマトビムシ 第14話, 第15話 - 海苔 第16話 - ヨコエビ 第17話 - ニホンスナモグリ 第18話, 第19話 - アメフラシ 第20話 - アメフラシ - ヨコエビ - クモヒトデ - イトマキヒトデ 第21話 - シロウミウシ - アオウミウシ 第22話 - ボラ - ゴカイ 第23話 - ニホンウナギ 第24話 - クロベンケイガニ 第25話 - タイワンガザミ 第28話 - シロチドリ - タマシキゴカイ 第29話 - タマシキゴカイ - アカクラゲ 第31話 - シオマネキ |

## 保護運動
2017年2月10日、作者である小原ヨシツグが自身のツイッター上で「翌週14日火曜日の朝までにインターネット上での盛り上がりが確認されなければ月刊少年シリウスでのガタガールの連載が打ち切られる」との告知を行い協力を呼びかけた 。これを受け、読者らがSNSや匿名掲示板で情報発信を行い、実際にファンと共に干潟を散策した様子を作者自らが解説するというPR活動も行われた。ツイッター上での拡散には研究者や干潟の保全活動を行う団体も加わり、その様子は複数のまとめサイトでも取り上げられた。しかし、期限を迎えた火曜日、講談社サイドは打ち切りとの判断を下し、単行本の第2巻発刊は決定したものの、連載は13話をもって終了した。この一連の出来事は第一次ガタガール保全運動と呼ばれる。
2017年4月7日、電子書籍ストアBOOK☆WALKERが講談社と直談判を行った結果「BOOK☆WALKERのキャンペーンツイートが2週間で1万リツイートを突破すれば読み切り限定での復活を約束する」との回答を得た旨をツイッター上で公表し、復活キャンペーンを展開した。生物に関心のある層を中心に拡散が行われたほか、日本国際湿地保全連合がサポートを表明し、作者を干潟調査へ招き、拡散協力に対するプレゼント企画などを行った。結果として期限である4月20日を目前にして1万リツイートを達成し、読み切りの特別編が掲載された ばかりでなく、連載も復活することとなった。こちらは第二次ガタガール保全運動と呼ばれる。

## 関連イベント
- 2017年 — 「目指せガタ漫画家！干潟漫画家小原ヨシツグ氏と描く、生きものスケッチ！」（ふなばし三番瀬環境学習施設オープニングイベント）
- 2017年 — Wet.CAFE　第8回「ガタガールの秘密に迫る」（日本国際湿地保全連合）
- 2018年 — 特別企画展「ガタガール生物展」（白浜水族館）／「ガタガール原画展」（南方熊楠記念館）[18][19][20]
- 2018年 — 「三番瀬ワークショップまつり」小原ヨシツグ原画展（特定非営利活動法人三番瀬環境市民センター・行徳郷土文化懇話会）
- 2019年 — 「谷津干潟の日フェスタ」（ポスター）；「小原ヨシツグ トークショー＆サイン会」「特別展示「ガタガール原画展」（イベント）（谷津干潟自然観察センター）
- 2021年 — 「「ガタガール」原画展」（藤前干潟ふれあい事業実行委員会）

## メディア展開

### インターネットテレビ
- 2016年、AbemaTVの『みんなで「漫読」講談社×YOANI』にて『ガタガール』第1話が紹介された。

#### キャスト
10月17日　チーム肉族（代々木アニメーション学院）
- 七瀬汐 — 葵
- 潮崎干太 — 浅木俊之
- 潮崎満理子／SE — 宇民祐希
- 語り／SE — 工藤あさ
- 男子生徒／赤井玉男／SE — 染村賢哉

10月20日　チームレボリューション（代々木アニメーション学院）
- 七瀬汐 — 樋口園香
- 潮崎干太 — 藤井達大
- 潮崎満理子／SE — 佐藤光緒乃
- 語り／SE — 大前美沙子
- 男子生徒／赤井玉男／SE — 太田光駿

### ゲーム
『ガタガールsp.』単行本1巻の発売記念として、RPGアツマールにて同名のゲームがリリースされた。
『ガタガール』『sp.』の設定やエピソードをもとに構成され、部活動の一環として海岸動物を採集し図鑑を作成するミッションが軸となる。生物の数やレアリティに応じて部員（汐，紫，海）の好感度が上がり、閲覧できるシナリオが増えるというギャルゲーのシステムを実装しながらも、図鑑が充実するにつれてバケツ（採集した生物を保持する領域）のキャパシティやスタミナが拡大していくといったRPG形式の要素も併せ持っている。

#### 能力
ゲーム版では、原作漫画で描かれていないながらも、原作エピソードをオマージュした能力が登場する。
干潟女子の本領（フィールドワーク）
七瀬汐の能力。隠れている生物を10匹までハイライト表示する。
干潟絶対時間（エンプレスタイム）
七瀬汐の能力。隠れている生物を5匹まで強制的に掘り出す。
料理長のおすすめ（スペシャルメニュー）
岡谷紫の能力。スタミナを消耗せず10秒間だけ採集ができる。
食運（グルメラック）
岡谷紫の能力。レアな生物を1匹出現させる。
大きい事はいい事だ（ビガーアンドベター）
浦井戸海の能力。サイズの大きな個体が1匹だけ採れる。
埠頭の黒い悪魔（アクセラレーター）
浦井戸海の能力。生物の動きを15秒間だけ止める。漫画でも触れられている唯一の能力。

#### 主な登場生物
- スベスベマンジュウガニ
- スカシカシパン
- ムツゴロウ
- ワラスボ

## 書籍情報
- 『ガタガール（1）』：シリウスKC 2016年9月1日刊行 ISBN 978-4-06-390651-6
- 『ガタガール（2）』：シリウスKC 2017年4月1日刊行 ISBN 978-4-06-390691-2
- 『ガタガールｓｐ．　阿比留中生物部活動レポート（１）』：シリウスKC 2018年7月9日刊行 ISBN 978-4-06-512008-8
- 『ガタガールｓｐ．　阿比留中生物部活動レポート（２）』2019年5月8日刊行（電子書籍）
- 『ガタガールｓｐ．　阿比留中生物部活動レポート（３）』2019年6月7日刊行（電子書籍）